# القعقاع بن عمرو التميمي
اَلْقَعْقَاعُ بْنُ عَمْرِو بْنِ مَالِكٍ اَلْأُسَيْدِيُّ اَلتَّمِيمِيُّ صحابي جليل من قبيلة تَمِيم، وأحدُ فُرَسان العرب وأبطالهم وشجعانهم في الجاهلية والإسلام، كان من قادة المسلمين في الفتوحات الإسلامية في زمن الخلفاء الراشدين وشهد الحروب الكبرى ضد الروم والفرس كمعركة القادسية ومعركة اليرموك وفتح المدائن وفتح دمشق وغيرها من المعارك وأبلى فيها بلاءً حسنًا قال ابن الأثير: «كان للقعقاع بن عمرو التميمي أثر عظيم في قتال الفرس في القادسية وغيرها، وكان من أشجع الناس، وأعظمهم بلاءً، سكن الكوفة وهو الذي قال فيه أبو بكر الصديق رضي الله عنه: صوت القعقاع في الجيش خير من ألف رجل». كما كان مع فروسيته وبطولته شاعراً يصف المعارك التي يخوضها وصفًا دقيقاً قال ابن عساكر:  «كان القعقاع أحد فرسان العرب الموصوفين وشعرائهم شهد اليرموك وفتح دمشق وأكثر وقائع أهل العراق مع الفرس وكانت له في ذلك مواقف مشكورة ووقائع مشهورة».

## حول

### نسبه
هو القعقاع بن عمرو التميمي، من بني تميم. لا توجد معلومات حول ولادته ونشأته. أخوه هو عاصم بن عمرو التميمي، ترجم له ابن حجر العسقلاني في كتابه «الإصابة في تمييز الصحابة» فقال: «أحد الشعراء الفرسان، أخو القعقاع بن عَمْرو. وقال سَيْفٌ في «الفتوح»: وبعث عمر ألويةً مع مَنْ ولى مع سُهَيل بن عدي، فدفع لواءَ سجستان إلى عاصم بن عمرو التميميّ، وكان عاصم من الصّحابة، وأنشد له أشعارًا كثيرة في فتوح العراق. وقال أَبُو عُمَرَ: لا يصحّ له عند أهل الحديث صحبة ولا رواية، وكان له ولأخيه بالقادسيّة مقاماتٌ محمودةٌ وبلاءٌ حسن.»، وترجم له كذلك ابن عبد البر في كتابه «الاستيعاب في معرفة الأصحاب» وقال: «أدرك النّبيّ ﷺ فيما ذكره سيف بن عمرو، ولا يصح لهما عند أهل الحديث صُحْبة ولا لقاء ولا رواية.  والله أعلم. وكان لهما بالقادسيّة مشاهد كريمة، ومقامات محمودة، وبلاء حسنٌ».

### الاختلاف في صحبته
اختلف في صحبته، فقيل إنه صحابي، حيث ذكره ابن قانع في «معجم الصحابة»، وابن عبد البر في «الاستيعاب في معرفة الأصحاب»، وابن الأثير الجزري في «أسد الغابة في معرفة الصحابة»، وابن حجر العسقلاني في «الإصابة في تمييز الصحابة» ذكره في القسم الأول، وَهُم: «من وردت صحبته بطريق الرواية عنه، أو عن غيره، سواء كانت الطريق صحيحة، أو حسنة، أو ضعيفة، أو وقع ذكره بما يدل على الصحبة بأي طريق كان».
استدل البعض بصحبته بحديثين وهما: ما رواه ابن قانع عن القعقاع أنه قال: «قَالَ رَسُولُ اللَّهِ ﷺ: «مَا أَعْدَدْتَ لِلْجِهَادِ؟» قُلْتُ: طَاعَةُ اللَّهِ وَرَسُولِهِ , وَالْخَيْلُ قَالَ: «تِلْكَ الْغَايَةُ الْقُصْوَى»»، كما روي عن القعقاع أنه قال: «شهدت وفاة رسول اللَّه ، فلما صلينا الظهر جاء رجل حتى قام في المسجد، فأخبر بعضهم أن الأنصار قد أجمعوا أن يولوا سعدا - يعني ابن عبادة - ويتركوا عهد رسول اللَّه ، فاستوحش المهاجرون ذلك»، رواه ابن السكن.
ويعتبر البعض أن هذه الأحاديث ضعيفة، لوجود سيف بن عمر في إسنادها، وقال ابن أبي حاتم: «قعقاع بن عمرو قال: شهدت وفاة رسول الله ﷺ فيما رواه سيف بن عمر عن عمرو بن تمام، عن أبيه عنه، وسيف متروك الحديث، فبطل الحديث، وإنما كتبنا ذكر ذلك للمعرفة»، وقال الصغاني: «في صحبته نظر»، كما قال ابن عبد البر عن القعقاع وأخوه عاصم بن عمرو التميمي: «لا يَصِحّ لهما عند أهل الحديث صُحبة، ولا لقاء، ولا رواية». ترجح بعض المصادر أن يكون القعقاع من من التابعين.

## القعقاع وحروب الردة

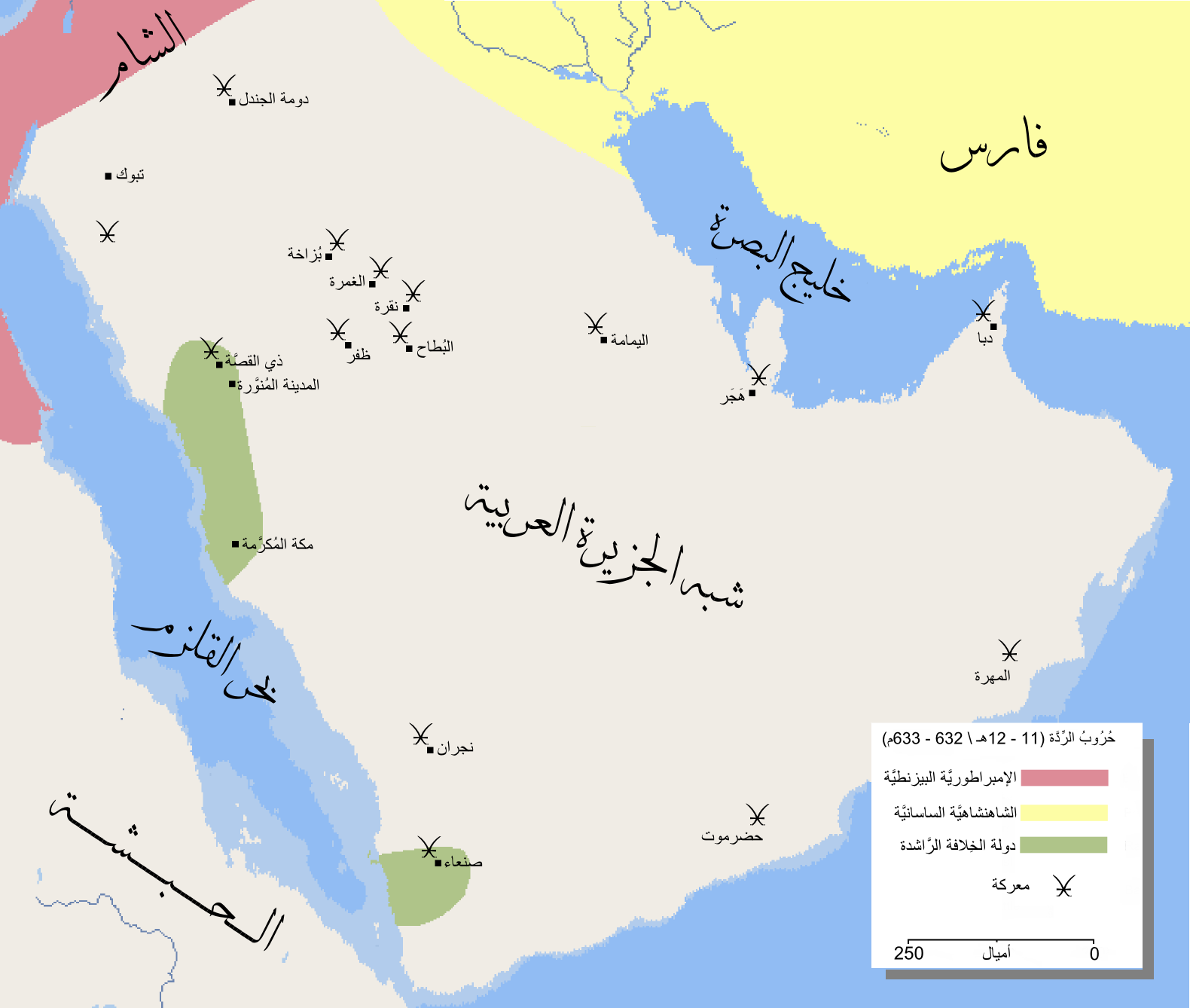
خريطة تُظهرُ المعارك التي خاضها المسلمون مع المرتدين بعد وفاة النبي.

كان للقعقاع بن عمرو  دور كبير في حروب الردة، فقد أرسله أبو بكر الصديق  للأغارة على علقمة بن علاثة العامري وكان قد أسلم ثم ارتد عن الإسلام في عهد الرسول ﷺ وبعد وفاته عسكر علقمة في بني كعب يريد غزو المدينة المنورة فبلغ ذلك الصّديق فبعث إليه سرية بقيادة القعقاع بن عمرو ويقال القعقاع بن سور وقال له «ياقعقاع سر حتى تغير على علقمة بن علاثة، لعلك أن تأخذه لي أو تقتله، واعلم أن شفاء الشق الحوص، فاصنع ما عندك»،  فخرج القعقاع على رأس هذه السرية، وكان علقمة مستعدا دائما، وعندما أقبلت عليه سرية القعقاع على الماء الذي ينزله علقمة هرب على فرسه ولم يستطع أحد اللحاق به، فأخذ القعقاع أهله وولده وقدم بهم على أبي بكر الصديق في المدينة وأنكر أهل علقمة وولده أنهم على حاله في الردة وقالوا لأبي بكر ماذنبنا فيما صنع علقمة؟ فقبل منهم وأرسلهم، وقد أسلم علقمة بعد ذلك فقبل منه أبو بكر الصديق أسلامه وعفا عنه.
وقال القعقاع بن عمرو التميمي يذكر معركة بزاخة

## القعقاع والفتوحات الإسلامية في العراق
| صوت القعقاع بن عمرو في الجيش خير من ألف رجل. |
| —أبو بكر الصديق                              |

بعد أن انتهى خالد بن الوليد  من قتال مسيلمة الكذاب، أتاه كتاب أبي بكر الصديق  يأمره بالتوجه إلى العراق، وبعد وصول الرسالة قرأها خالد على جنده، فرجع أكثر الجيش ولم يبقَ معه إلى القليل، فطلب خالد المدد من أبي بكر فأمده برجل واحد وهو القعقاع بن عمرو فتعجب الصحابة من ذلك وقالوا لأبي بكر: أتمد رجلاً قد انفض عنه جنوده برجل واحد؟ فقال لهم «لايهزم جيش فيه مثل هذا». وفي رواية أخرى «صوت القعقاع بن عمرو في الجيش خير من ألف رجل».

### معركة الأبلة أو ذات السلاسل سنة 12 هـ
وهي بداية معارك المسلمين في العراق، سار خالد بن الوليد ومعه المدد الذي أرسله له أبو بكر الصديق وهو القعقاع بن عمرو، وانضم لهم المثنى بن حارثة الشيباني فكان مجموع الجيش ثمانية عشر ألف مقاتل،  فأرسل خالد رسالة إلى هرمز يدعوه فيها إلى الإسلام أو الجزية أو القتال، فلما قدم الكتاب على هرمز جمع جموع جيشهم وخرج مسرعا بهم إلى كاظمة، وكان هرمز قد اتفق مع بعض جنوده على الغدر بخالد وقتله عند المبارزة ليكسر شوكة المسلمين، فخرج إليه خالد وهجم على هرمز واحتضنه، وفي تلك اللحظة خرجت المجموعة الفارسية التي اتفق معهم هرمز وهجموا على خالد وهو مشتبك مع هرمز وأحاطوا به من كل جانب،  فخرج إليهم القعقاع بسرعة كبيرة، وحسن تقدير، وأزاح هذه الحامية عن خالد بن الوليد، وكان خروج القعقاع إيذانا ببدء القتال بين الطرفين، ولم يجد المسلمون صعوبة في التغلب على الجيش الفارسي الذي تحطمت نفسيته بمقتل قائدهم هرمز.

### فتح الحيرة
كان القعقاع بن عمرو مع الجيش المحارب للحيرة وشهد فتحها، بعدها قرر خالد الخروج للأنبار وكان فيها حامية فارسية، واستخلف القعقاع بن عمرو على الحيرة،  وقد كان موضع ثقة لخالد بن الوليد فخرج خالد إلى الأنبار وعين التمر وأستطاع فتحهما، ثم توجه إلى دومة الجندل مدد لعياض بن غنم، فطمع الفرس بالإغارة على المسلمين.

### معركة الحصيد سنة 13 هـ
كما شارك القعقاع بن عمرو التميمي في معركة الحصيد وكان قائد المسلمين في هذه المعركة وأوقع بالفرس وقتل روزمهر وروزبه قادة الفرس ومن معهم من تغلب وربيعة، وقال القعقاع بن عمرو بعد هذه الوقعة:

### معركة المصيخ
وصلت أخبار انتصار المسلمين إلى خالد بن الوليد في معركة الحصيد وكان في عين التمر،  فرأى خالد المسير إلى المصيخ لملاقاة الهذيل بن عمران التغلبي ومن معه من نصارى العرب وكان قد اتفق خالد مع أربعة من قادته أن يسيروا إلى المصيخ ويلتقون هناك وكان أحدهم القعقاع بن عمرو، فلما وصلوا جميعا أغارو على الهذيل ومن معه من ثلاث جهات، وقتلوا منهم خلقا كثيرا، واستطاع الهذيل الهرب بنفر قليل،  وقد وصف القعقاع هذه الغارة مفتخرا بما حققه المسلمون من انتصار كبير:

### معركة الفراض
مشى خالد بن الوليد ومن معه من المسلمين وعلى رأسهم القعقاع بن عمرو إلى الفراض وهي على الحدود بين الفرس والروم لقتال من تجمع فيها من الفرس والروم ونصارى العرب، واستطاع المسلمون الانتصار عليهم وقتل أعداد كبيرة منهم.
وقال القعقاع يصف موقعة الفراض:

## معركة القادسية ودور القعقاع بن عمرو فيها
كان للقعقاع بن عمرو في معركة القادسية دور كبير وبارز، وابتكر خططا حربية كان لها أثر في هزيمة الفرس،  فقد قدم القعقاع على المسلمين من الشام في اليوم الثاني من أيام القادسية وهو يوم أغواث، وعمد عند وصوله إلى تقسيم جيشه إلى أعشار لإيهام الفرس أن جموع كثيرة وصلت معه، فكان هذا كفيل بتحطيم عزائم الجيش الفارسي.
- يقول ابن عبد البر[34] «كان للقعقاع وأخيه عاصم البلاء الجميل والمقامات المحمودة في القادسية».
- ويقول ابن عساكر[35] «كان القعقاع هو الذي فتح على الناس، ورمى مشافر الفيلة يوم القادسية، فلما خرقها ارتعدت».
- ويقول ابن الأثير[36] «للقعقاع أثر عظيم في قتال الفرس في القادسية وغيرها، وكان من أشجع الناس وأعظمهم بلاء».
- أما الأبشيهي فيقول[37] «القعقاع بن عمرو طاعن الفيل في عشية القادسية رضي الله عنه».
- ويقول ابن حجر[38] «للقعقاع في قتال الفرس بالقادسية وغيرها بلاء عظيم».

### يوم أغواث
وهو اليوم الثاني من أيام معركة القادسية، وفي هذا اليوم تجلت بطولة القعقاع بن عمرو بعد وصوله أرض المعركة، فبينما كان المسلمون مستعدين لقتال عدوهم، طلعت عليهم نواصي الخيل القادمة من الشام، والتي كان أمير المؤمنين عمر بن الخطاب  أمر بصرفها من الشام إلى العراق، وكانت تقدر بستة آلاف مقاتل، بقيادة هاشم بن عتبة وعلى مقدمتهم القعقاع بن عمرو،  وقد أحس القعقاع بحاجة جند المسلمين في القادسية إلى المدد،  فتعجل هو ومن معه وعددهم ألف فارس،  فطووا المسافة قبل عامة الجيش، فوصل ورجاله في الوقت المناسب، في صباح يوم أغواث، فكانت بداية حسنة وجيدة للمسلمين، استبشروا بها خيرا، ورفعت معنوياتهم بعد يوم متعب وصعب وهو يوم أرماث،  وقد عمد القعقاع إلى أسلوب تكتيكي رائع قبل وصوله،  واخترع شكلا من أشكال الفن العسكري في المعارك،  حيث قسم القعقاع فرسانه الألف إلى عشرة عشرة، وعهد إليهم أن يتوافدوا إلى أرض المعركة كل عشرة على حدا، وأن لاتتحرك المجموعة الأخرى حتى تصل الأولى، فتقدم القعقاع على رأس العشرة الأولى، ووصل إلى المسلمين وسلم عليهم، وبشرهم بقدوم المدد من الشام، وقال لهم: «يا أيها الناس أني قد جئتكم في قوم، والله لو كانوا مكانكم، ثم أحسوكم حسدوكم حظوتها، وحاولوا أن يطيروا بها دونكم، فإصنعوا كما أصنع.».
ورغم صعوبة السفر وعنائه لم يخلد القعقاع للراحة،  بل توجه إلى ميدان القتال مناديا: من يبارز؟ وكان فرسان الفرس على معرفة تامة بالقعقاع من حروبهم السابقة وأنه فارس لايشق له غبار، مرهوب الجانب في المعارك، فترددوا في الخروج إليه، فاضطر أشجع فارس فيهم إلى الخروج إليه وهو بهمن جاذويه فقال له القعقاع من أنت؟ فقال أنا بهمن جاذوية، وعندها تذكر القعقاع ما أصاب المسلمين في موقعة الجسر على يد هذا القائد، ومقتل أبو عبيد الثقفي وألاف المسلمين، فثار الدم في جسمه ورأى أنها الفرصة المناسبة للأخذ بثأر المسلمين، فصاح القعقاع في وجه بهمن جاذوية يألثارات أبو عبيد وسليط وأصحاب الجسر، وهجم القعقاع على بهمن جاذوية وقتله، وسر المسلمون بمقتله، ووهنت الفرس،  فكانت هذه بداية حسنة للمسلمين، وبداية سيئة للفرس في هذا اليوم،  وخرج القعقاع مرة أخرى يطلب المبارزة، فخرج له فارسان من الفرس وهما البندوان والبيرزان، وانضم للقعقاع الحارث بن ظبيان، فبارز القعقاع البيرزان وقتله، وقتل الحارث البندوان، وبعدها اشتعلت المعركة، وبدأ القتال العنيف، وجعل القعقاع يشد من أزر المسلمين بخطبة حماسية فكان يقول لهم «يا معشر المسلمين باشروهم بالسيوف، فإنما يحصد الناس بها».
ولم تشترك الفيلة في هذا اليوم، لأن توابيتها تكسرت في الأمس، فاستأنفوا إصلاحها في هذا ذلك اليوم،  فأراد القعقاع أن يرهب خيل الفرس، كما فعلت الفيلة بالأمس بخيل المسلمين، فحمل هو ورجال من بني عمه بني تميم على أبل قد برقعوها، وجعل لهذه الأبل المبرقعة فرسان تحميها، وحدث له ما أراد، فقد نفرت منها خيل الفرس، مما ساعد المسلمين على حربهم وطعانهم،  ولقيت الفرس في هذا اليوم أشد من مالقيه المسلمون من الفيلة بالأمس،  وظهر النصر في يوم أغواث للمسلمين بفضل الله عز وجل ثم بفضل خطط القعقاع بن عمرو، التي كانت لها الدور الأكبر في إرجاع كفة المعركة لصالح المسلمين، وقد حمل القعقاع في هذا اليوم ثلاثين حملة على الفرس، وفي كل حملة يقتل فارسا أو أكثر، وجعل القعقاع يرتجز:
وقد قَتل القعقاع في ذلك اليوم، عظيما من عظماء قادة الفرس، يقال له بزرجمهر، وفيه يقول القعقاع:
واستمر القتال بين الفريقين حتى منتصف الليل، وكانت ليلة أغواث تسمى ليلة السواد، ورجع الجيشان إلى مواقعهم بعد أن رجحت كفة المسلمين في يوم أغواث، ومما قاله القعقاع في هذا اليوم:

### يوم عَمَاس
أشرقت شمس اليوم الثالث والمسلمون والفرس في مواقعهم على استعداد كامل لبدء يوم ثالث في القتال، ورأى القعقاع أن يبدأ هذا اليوم بعمل يرفع فيه شأن المسلمين، لأنه خشي أن لايتمكن هاشم بن عتبة والجيش الذي معه من الوصول في هذا اليوم،  فبات القعقاع يسرب أصحابه الألف الذين جاءوا معه، إلى المكان الذي فارقهم فيه بالأمس، قائلاً لهم «إذا طلعت الشمس فاقبلوا مئة مئة، كلما توارت مئة تبعتها المئة الأخرى، فإذا جاء هاشم بن عتبة بمن معه من الجيش فذاك هو المراد، وإلا جددتم على الناس رجائهم».
وبدأ القتال في يوم عماس بين الجيشان بالمبارزة والضرب والطعان، وبدأ أصحاب القعقاع بالتوافد إلى ميدان القتال، فلما رأهم القعقاع كبر وكبر معه المسلمون، وقالوا جاء المدد، وكلما طلعت مئة عليهم كبر القعقاع وكبر معه المسلمون، فزاد ذلك من عزيمتهم وشدتهم على عدوهم، وعندما أوشكت المئة الأخيرة أن تتحرك، طلع عليهم هاشم بن عتبة على مقدمة الجيش ومعه سبعمائة فارس قادمين من الشام، فأخبروه بما صنع القعقاع فاستحسن ذلك، ورأى أن يسير على نفس خطة القعقاع، فقسم جيشه إلى كتائب، كل كتيبة بنحو سبعين فارسا، وأمرهم أن يقدموا على ميدان القتال فوجا بعد فوج، وخرج هاشم على مقدمة جيشه، حتى وصل إلى أرض المعركة، كبر وكبر معه المسلمون، ثم قال «أول القتال المطاردة، ثم المراماة».
وقد استخدم الفرس في هذا اليوم سلاحهم الفتاك الفيلة، وقد رأى ما كان صنعه المسلمون بالفيلة في اليوم الأول بتحطيم توابيتها، فقاموا بوضع فرسان لحمايتها، وبدأ القتال في يوم عماس بقتال شديد من أوله إلى آخره، وبعث يزدجرد بالنجدات والمدد إلى الفرس بالقادسية، وكان القتال سجالا بين الطرفين، وأحسن الفرس توجيه ما معهم من فيلة، فهاجمت المسلمين وفتكت بهم، وفرقت جموعهم،  فراى قائد المسلمين سعد بن أبي وقاص ماتفعله الفيلة بصفوف المسلمين، فاستشار بعض الفرس الذين كانوا قد أسلموا، وانضموا إلى جيوش المسلمين عن أفضل وسيلة لكسر شوكت هذه الفيلة،  فقالوا له المشافر والعيون لاينتفع بها بعدهما.
فجال سعد ببصره يمنة ويسرة للبحث على من يحسن القيام بهذه المهمة، فوقع اختياره على القعقاع بن عمرو وأخيه عاصم بن عمرو التميمي، فأرسل إليهما أكفياني الفيل الأبيض، وكانت الفيلة التي حوله تألفه، وكان قريبا منهما، وأرسل إلى حمال بن مالك والربيل بن عمرو، أكفياني الفيل الأجرب، وكانت الفيلة التي حوله تألفه، فتقدم البطلان القعقاع وأخوه عاصم، فوضعوا رمحيهما في عيني الفيل الأبيض في وقت واحد، بعد أن أوعزا إلى بعض فرسان الكتيبة بمشاغلة ومزاحمة حراسه حتى يزيدوا من حيرة الفيل واضطرابه،  فانتفض الفيل، وسل القعقاع سيفه وضرب خرطومه فقطعه، فوقع الفيل على جنبه وسقط من كان في الصندوق فوقه، فقتلتهم كتيبة القعقاع وعاصم،  ونفس الذي فعلوه فعله حمال والربيل بالفيل الأجرب، وبذهاب الفيلة من أرض المعركة، صارت المواجهة بين المسلمين والفرس شديدة، واستمر القتال بين الطرفين حتى المساء، واستخدم المسلمون حيلة الإبل المبرقعة لإخافة خيل الفرس مرة أخرى،  وظهرت الغلبة للمسلمين في ذلك اليوم، وقال القعقاع في هذا أبياتا يشيد فيها بدوره وقومه بني تميم من بطولات مشهودة:

### ليلة الهرير
وهي الليلة التي اتصلت بيوم عماس، وبدأ فيها المسلمون والفرس بالتراشق بالسهام، فجاء سهم من جهة الفرس وأصاب خالد بن يعمر التميمي، فغضب لذلك القعقاع بن عمرو وحمل على الفرس ولم يستأذن من سعد وهو يقول:
فعندما علم سعد قال «اللَّهُمَّ اغْفِرْهَا لَهُ، وَانْصُرْهُ قَدْ أَذِنْتُ لَهُ إِذْ لَمْ يَسْتَأْذِنِّي»، وأمر سعد المسلمين بالزحف عند سماع التكبيرة الثالثة، ولكن المسلمين لم ينتظروا إلى التكبيرة الثالثة، فبعد سماعهم التكبيرة الأولى زحفت قبيلة بني أسد ثم النخع ثم بجيلة ثم كندة، والرحى تدور على القعقاع ومن معه،  واشد القتال بين الفرقين طوال الليل، فكان لايسمع سوى صليل السيوف، وانقطعت الأصوات والأخبار عند سعد وهو ما أقلقه فدعا الله أن ينزل نصره على المسلمين، وكان متشوقا إلى خبر مايحدث في المعركة فإذا به يسمع صوت القعقاع بن عمرو وهو يقول::
واستدل به سعد على الفتح وغلبة المسلمين، وكان الهجوم الليلي الذي قام به القعقاع ومن معه، هو الأول من نوعه ولم تعرف الجيوش الإسلامية ولا العرب في ذلك الوقت مثل هذا الهجوم، وكان لهذا الهجوم أثر كبير في ترجيح كفة المسلمين، ويرى بعض المؤرخين أن هذا الهجوم هو الذي حدد مصير المعركة.

### يوم القادسية
استمر القتال في ليلة الهرير حتى بزغ نور شمس اليوم الرابع وهو يوم القادسية، والناس على مواقعهم لم تغمض لهم عين، وقد نال منهم التعب والجهد بعد ليلة قتال شديدة،  وكان القعقاع بن عمرو من أكثر الناس إدراكا لما أصاب المسلمين في تلك الليلة من تعب وجهد،  ولكنه رأى بعين القائد الخبير أنه لابد لهذه الحرب أن تنتهي، ولابد من مواصلة الحرب والقتال حتى ينزل الله نصره على عباده المؤمنين، فسار القعقاع بين المسلمين يشد من أزرهم ويحثهم على الثبات ومواصلة القتال،  قائلا: «أن الدبرة بعد ساعة لمن بدا القوم بتخاذل فاصبروا ساعة واحملوا فإن النصر مع الصبر فأثروا الصبر على الجزع»،  ويدل هذا أن القعقاع بن عمرو مسموع الكلمة، مهاب الجانب سواء في قومه تميم أو غيرهم، ولهذا كانت كلماته مسموعة ونافذة ويدل هذا على مكانته الكبيرة بين المسلمين، فما أن حثهم القعقاع على مواصلة القتال، اجتمع عدة من الرؤساء وقصدوا رستم، واستطاع القعقاع ومن معه أحداث فجوة في صفوف الجيش الفارسي،  فحمل بعض المسلمين على من يليهم من الفرس، حملة واحدة واقتتلوا، حتى انتصفت الشمس في كبد السماء،  وكان أول من تراجع تحت ضغط المسلمين هو الهرمزان والجناح الذي يقوده، وانفرج القلب،  وهبت ريح عاصفة اقتلعت خيمة رستم وألقت بها في النهر، وتقدم القعقاع ومن معه حتى وصلوا سرير رستم، وكان رستم قد هرب واختبى تحت بغل من بغاله،  ورأى هلال بن علفة التميمي هذا البغل فضربه بسيفه فقطع حباله، فوقع الحمل على رستم، فحمل عليه هلال وقتله ثم نادى المسلمين قتلت رستم ورب الكعبة، وعندما انتشر خبر مقتل رستم عند الجيش الفارسي، وهنت عزيمتهم وضعفت قوتهم القتالية، ورأى الجالينوس فعرف خطر المواصلة في المعركة وأمر الفرس بالانسحاب، فعبر الردم من استطاع من الفرس، أما المربطين بالسلاسل أصابهم الخوف والهلع فرموا أنفسهم في نهر العتيق ووخزهم المسلمون برماحهم فغرقوا جميعا ولم ينجُ منهم أحد. وقد وجه سعد بن أبي وقاص اثنين لملاحقة من هرب من الفرس وهما القعقاع بن عمرو وشراحبيل بن السمط وقد أنجز القائدان ما أوكل إليهما.
- وقد أثنى سعد بن أبي وقاص قائد المسلمين في معركة القادسية على القعقاع وقومه بني تميم وثمن دورهم وبلائهم العظيم قائلا:[81]

- وقد أثنى كثير من الشعراء على بني تميم ودورهم في القادسية وأنهم تركوا أثرا عظيما لن يمحى أبدا ومن هذا أن أهل اليمامة سمعوا مجتازا ينشد هذه الأبيات:[82]

## القعقاع وفتح مدينة بهرسير والمدائن سنة 16 هـ

### فتح بهرسير
بعد انتصار المسلمين في القادسية أقام سعد والمسلمين شهرين فيها وذلك لإراحة الجيش والتشاور مع الخليفة عمر بن الخطاب فكتب إليه عمر أن يسير إلى المدائن وهي عاصمة الفرس، فتقدم المسلمون وقاتلوا الفرس المهزومين من القادسية في بابل وكوثى وساباط حتى وصلوا إلى بهرسير وهي المدائن الغربية، والفرس متحصنين بها فحاصرهم المسلمين شهرين فتركها الفرس وهربوا إلى المدائن الشرقية وكان يفصل بينهما نهر دجلة فدخلوها المسلمين ولم يجدوا فيها أحد وقد وصف القعقاع دخول المسلمين إليها وهروب الفرس عنها

### فتح المدائن
بعد أن دخل المسلمين بهرسير أرسل سعد بعض المسلمين لطلب السفن ليعبر عليها الجيش إلى المدائن فلم يجدوا شيء منها لأن الفرس قد أستخدموها كلها، فجاء بعض الفرس الذين كانوا قد أسلموا ودلوا سعد على مخاضة في النهر يستطيع المسلمين العبور إلى المدائن منها، فجمع سعد المسلمين وأبلغهم بذلك وقال من يحمي لنا الفراض ( الشاطئ ) حتى يكتمل عبور جميع المسلمين، فتطوع ذؤي البأس الشديد القعقاع وأخوه عاصم ومعهم ستة مئة من فرسان المسلمين من ذؤي النجدة والشجاعة، فولى عليهم سعد عاصم بن عمرو التميمي فسار عاصم بمن معه من المسلمين حتى وقف على شاطئ نهر دجلة وأقتحمه هو ومن معه، فاقبل عليهم الفرس يذودونهم فقال عاصم للمسلمين «الرماح الرماح وتوخوا العيون»
فقصد المسلمين عيون الفرس الذين لم يصمدوا وولوا هاربين، فلحق بهم المسلمون وتقتلوا أكثرهم وهرب من هرب منهم.
وقد رأى سعد بن أبي وقاص عبور عاصم وأصحابه وإيجادهم لمكان أمن في الضفة المقابلة فاذن للناس بالعبور، فعبر المسلمين بكل يسر وسهولة إلا رجل من قبيلة بارق يدعى غرقدة البارقي زل عن ظهر فرسه وسقط في النهر، فمضى إليه القعقاع بن عمرو بفرسه وأخذ بيده وجره حتى عبر ونجى فقال غرقدة البارقي «عجزت الناس أن تلد مثلك ياقعقاع»
أيقن يزدجرد عزم المسلمين على المواصلة فأخذ كل مايقدر عليه من الأموال والذراري والنساء وهرب إلى حلوان وفي اللحظة نفسها كانت جيوش المسلمين تتقدم نحو المدائن فكان أول من دخلها يعقوب الهذلي ومعه الكتيبة الخرساء كتيبة القعقاع بن عمرو التي تجولت في المدينة فلم تجد مقاومة من أحد فدخل المسلمين إيوان كسرى وهم يكبرون وصلى بهم سعد صلاة الفتح وذلك في صفر سنة 16 هـ.
```
وخرج القعقاع للحاق بمن هرب من الفرس فوجد فارسي معه وعائين فقتله ووجد في الوعاء الأول خمسة أسياف والثاني وجد فيه ستة أسياف ودروع، أما الدروع فهي درع كسرى ودرع هرقل ودرع خاقان ملك الترك ودرع داهر ملك الهند ودرع بهرام ودرع النعمان ملك الحيرة وأما السيوف فسيف كسرى وهرمز وفيروز وخاقان وبهرام والنعمان فذهب بها القعقاع إلى سعد فسر بهذا وقال للقعقاع : أختر أيها شئت فاختار القعقاع سيف هرقل وأعطاه سعد درع بهرام والبقية وزعها سعد على كتيبة الخرساء مكافئة لهم إلا سيف كسرى والنعمان فقد بعث بهما إلى عمر في المدينة.
[
90
]
[
91
]
```

## القعقاع بن عمرو فيمعركة جلولاءسنة 16 هـ
بعد أن هزم الفرس بالمدائن هربوا إلى جلولاء وإجتمعوا هناك وجعلوا عليهم مهران رازي وقد بلغ خبر تجمع الفرس إلى سعد بن أبي وقاص فكتب إلى عمر بن الخطاب يستشيره فكتب إليه عمر : «أن سرح هاشم بن عتبة إلى جلولاء في أثني عشر ألف وأجعل على مقدمته القعقاع بن عمرو التميمي وعلى الميمنة سعر بن مالك وعلى الميسرة عمرو بن مالك بن عتبة وإجعل على ساقته عمرو بن مرة الجهني وإن هزم الله الفرس فاجعل القعقاع بن عمرو بين السواد والجبل».
فخرج هاشم بالمسلمين في صفر سنة 16 هـ وقصد جلولاء وحاصر الفرس ثمانين يوما وكان يزدجرد يرسل الإمدادت للفرس وكذلك سعد بن أبي وقاص يرسل الفرسان لهاشم وعندها أيقن الفرس أن مناعة مدينتهم لن تصرف المسلمين عنها وأن المسلمين سوف يحاصرونها حتى ترضخ عندها خرج الفرس إلى القتال واشتبكوا مع المسلمين واقتتلوا قتالا شديدا.
وقد قام القعقاع بن عمرو خطيبا في المسلمين يطلب منهم الصبر ويشد من أزرهم وهو يقول «إنا حاملون عليهم ومجاهدوهم وغير كافين ولا مقلعين حتى يحكم الله بيننا وبينهم فاحملوا عليهم حملة رجل واحد حتى تخالطوهم، ولا يكذبن أحد منكم»
فحمل المسلمون على الفرس حملة قوية صادقة لم يستطع الفرس الصمود أمامها وواصل المسلمون التقدم وهزم الفرس يمنة ويسرة ووقعت خيلهم فاتبعهم المسلمون ووضعوا السيوف على رقابهم ولم يفلت منهم إلا القليل وقتل منهم في وقعة جلولاء مائة ألف نفس وخرج القعقاع في طلب المنهزمين من الفرس فأدرك بعض سبيهم والذي يعرف بسبي جلولاء وتمكن القعقاع خلال مطاردته لفلول الفرس المنهزمة أن يقتل قائدهم مهران رازي
- وقد صور القعقاع بن عمرو هذا الأنتصار الإسلامي العظيم[96] بقوله :

## القعقاع بن عمرو وفتح حلوان

### فتح حلوان
بعد أن هزم يزدجرد في المدائن هرب إلى حلوان فبلغه هزيمة جنوده في معركة جلولاء ومقتل قائدهم مهران رازي على يد القعقاع بن عمرو أدرك عندها أن جيش المسلمين سيصله حتما إلى حلوان فخرج من حلوان وأتجه إلى الري وأستخلف على حلوان بعض جنده وعليهم قائد من قواده يدعى خسرو شنوم وتقدم القعقاع بن عمرو بمن معه حتى صاروا قرب حلوان فخرج إليهم خسرو شنوم بمن معه وعلى مقدمته الزينبي دهقان فاقتتلوا قتالا شديدا قتل فيه الزينبي وهرب خسرو شنوم فدخل القعقاع بن عمرو ومن معه حلوان فاتحين منتصرين

### القعقاع بن عمرو واليا على حلوان
مكث القعقاع بن عمرو في حلوان واليا عليها تنفيذا لأمر الخليفة الراشد عمر بن الخطاب شهرين من فتح جلولاء في ذي القعدة من سنة 16 هـ
حتى خروج سعد بن أبي وقاص بالناس من جلولاء إلى الكوفة في محرم سنة 17 هـ.
وبعد اختطاط الكوفة كتب سعد بن أبي وقاص إلى القعقاع بن عمرو بالقدوم بمن معه من الجند إلى المدائن وأن أستخَلِّفْ عَلَى النَّاسِ بِجَلُولاءَ قُبَاذَ وهو من الفرس الذين أسلموا وحسن إسلامهم وأصله من خراسان.

## القعقاع فيمعركة نهاوند21 هـ
تعتبر معركة نهاوند من المعارك الفاصلة والحاسمة في التاريخ الإسلامي، إذ لم يقم لإمبراطورية الفرس بعدها قائمة، وقد إجتمع الفرس في نهاوند في مائة وخمسين ألف مقاتل وعليهم الفيرزان، وبلغ خبرهم قباذ وهو الوالي الذي إستعمله القعقاع على ثغر حلوان، فكتب قباذ إلى سعد الذي كتب بدوره إلى عمر، فأستشار عمر الناس ووقع إختياره على النعمان بن مقرن لقيادة الجيوش الإسلامية في معركة نهاوند، وسار جيش المسلمين وقد جعل النعمان القعقاع على المجردة وهم قوة الفرسان، ولما وقف الجيشان أمام بعضهم البعض، وبدا المسلمون المعركة بالتكبير، وأقتتلوا لثلاثة أيام ثم أجبر المسلمين الفرس على التحصن في حصونهم.
فتقدم القعقاع بن عمرو مع ثلة من الفرسان نحو حصون الفرس ورماهم بالنبال، ثم أظهر أنه يريد إقتحام المدينة، فحاول بعض جنود الفرس رده، فأظهر القعقاع أنه ينسحب لكي يجبر الفرس على اللحاق به متظاهراً بالهزيمة، وأستمر بالتراجع شيئاً فشيئاً والفرس ورائه وعلى رأسهم قائدهم الفيرزان، ثم حمل عليهم المسلمون وأشتد القتال بينهم حتى الليل، وأنزل الله سبحانه نصره على عباده المؤمنين وأنهزم الفرس وقتل أكثرهم إلا ثلة قليلة تمكنت من الفرار بصعوبة على رأسهم قائدهم الفيرزان.
ثم إن الفيرزان فر إلى همذان فتبعه نعيم من مقرن ومعه القعقاع بن عمرو فأدركه القعقاع وظفر به وقتله.
وأنتهت معركة نهاوند بنصر كبير وحاسم للمسلمين وهزيمة ساحقة للفرس، وقد وصف القعقاع هذه الأحداث كلها بقصيدةٍ يقول فيها:

## القعقاع والفتوحات الإسلامية في الشام
شارك القعقاع بن عمرو في ملاحم المسلمين في بلاد الشام وكان له دور كبير فيها، فعندما جاء كتاب أبو بكر الصديق إلى خالد بن الوليد يأمره فيه بالتوجه من العراق إلى الشام لنجدة المسلمين في اليرموك كان القعقاع معه، ولما كانوا في الطريق أغارو على مصيخ بهراء، ثم ساروا حتى وصلوا مدينة بصرى في الشام وفتحوها، ثم إنضموا إلى المسلمين في الشام، وقد صور القعقاع كل هذه الأحداث في قصيدةٍ يقول فيها:

### معركة اليرموك13 هـ
حضر القعقاع بن عمرو التميمي معركة اليرموك، وكان أميراً على كردوس من الكراديس، والكردوس هي الكتيبة وفيها ألف مقاتل، وكان القعقاع على كردوس أهل العراق ومكانه في قلب جيش المسلمين، وكان للقعقاع بن عمرو و عكرمة بن أبي جهل شرف بدء القتال، فحملاً على العدو، وجعل القعقاع بن عمرو يرتجز :
ثم حمل خالد بن الوليد بقلب جيش المسلمين، وبدا القتال بين المسلمين والروم، حتى إنتصر المسلمين نصراً كبيراً، وصار جنود الروم يفرون إلى الواقصة فقتل منهم أعداد كبيرة، وقد صور القعقاع بن عمرو ذلك في شعره:

### فتح دمشق13 هـ
بعد هزيمة الروم في معركة اليرموك، سار أبو عبيدة بن الجراح إلى دمشق، وحاصروها من جميع أبوابها، فنزل خالد بن الوليد ومعه القعقاع بن عمرو على الباب الشرقي من أبواب دمشق، ونزل أبو عبيدة على باب الجابية الكبير، ونزل يزيد بن أبي سفيان على باب الجابية الصغير، ونزل عمرو بن العاص على باب توما، ونزل شرحبيل بن حسنة على باب الفراديس.
وقد حاصر المسلمين دمشق وأستخدموا المجانيق، وصمد الروم أمام هذا الحصار، على أمل أن يصل إليهم المدد من هرقل، وقد أرسل هرقل بالفعل إليهم الإمدادات، ولكن المسلمين الذين بين حمص ودمشق تصدوا لهذه الإمدادات ومنعوها من التقدم إلى دمشق، وقد أستمر حصار المسلمين خلال الشتاء، وحدث غفلة من حرس الروم، إستغلها خالد بن الوليد وأختار عدد من الرجال الأشداء الذين من بينهم القعقاع بن عمرو لإقتحام أسوار دمشق، ولما صار الليل، جمع خالد الرجال الذين إختارهم لتسلق أسوار دمشق.
وبالفعل تمكن القعقاع ومن معه من الرجال من الصعود إلى اسوار دمشق، ثم أخذو بالتكبير، فكان ذلك إيذاناً بدخول المسلمين إلى دمشق، وفور سماع جيش المسلمين تكبيرات خالد والقعقاع ومن معهم تقدموا نحو الباب، وتسلق الكثير منهم الحبال التي نصبها القعقاع ومن معه على أسواق دمشق، أما خالد ومن معه فقد وثبوا على حراس الباب وقتلوهم، وقطعوا أقفال الباب بسيوفهم، ثم فتحوه للمسلمين، وقتل من الروم مقتلة ثم طلبوا الصلح من المسلمين، وبعد هذ الفتح العظيم وقف القعقاع بن عمرو التميمي وهو من الفرسان الذين تسلقوا أسوار دمشق، ليتحدث عن هذه المعركة، ويصف فتحهم للباب الشرقي لدمشق عنوةً فيقول:

### معركة فحل13 هـ
لما فتح المسلمون مدينة دمشق واستسلم الروم فيها وطلبوا الصلح، جاء أمر الخليفة عمر بن الخطاب للجيش بالمسير إلى فحل وهو موضع بالشام، وكان القعقاع بن عمرو مع هذا الجيش الذي سار وحضر وقعة فحل التي إنتصر فيها المسلمين على الروم، وأبلى فيها القعقاع بلاء حسناً، وعبر عن ذلك في شعره:

### خروج القعقاع من العراق مدداًلأبي عبيدةفيحمص17 هـ
في عام 17 هـ تجمع الروم وأعانهم أهل الجزيرة لقتال المسلمين في حمص، وعندما علم أبو عبيدة بن الجراح بذلك أرسل إلى خالد بن الوليد في قنسرين، فقدم عليه خالد بمن معه من المسلمين، وكتب أبو عبيدة للخليفة عمر بن الخطاب بالخبر، فكتب عمر إلى سعد بن أبي وقاص ؛ «أن اندب الناس مع القعقاع بن عمرو وسرحهم من يومهم الذي يأتيك فيه كتابي إلى حمص فإن أبا عبيدة قد أحيط به»، وأمره إيضاً بإن يرسل جيشاً بقيادة عياض بن غنم إلى أهل الجزيرة الذين أعانوا الروم، فخرج الجيشان من العراق، وكان القعقاع بن عمرو في أربعة ألاف مقاتل لنجدة أبي عبيدة في حمص، وعندما سمع أهل الجزيرة بقدوم الجيوش من العراق تفرقوا إلى بلدانهم في الجزيرة، وهم لا يدرون هل هذه الجيوش تريد الجزيرة أو تريد حمص، وعندما رأى أبو عبيدة إنسحاب عرب الجزيرة عن الروم إستشار خالد بن الوليد في الخروج إلى الروم، فأيده خالد في ذلك، فهاجم المسلمين الروم وتغلبوا عليهم، وألحقوا بهم هزيمة منكرة، قبل وصول المدد القادم من العراق بقيادة القعقاع بن عمرو بثلاثة أيام، وكتب أبو عبيدة بذلك إلى عمر بن الخطاب، وسأله هل يدخل مدد العراق في الغنائم معهم، فكتب إليه عمر أن أشركهم، فأشركهم في الغنائم أبو عبيدة.
وقال القعقاع بن عمرو التميمي شعراً في هذه الحملة التي قادها مدداً لأبي عبيدة ومن معه من المسلمين في حمص، وأنهُ في خدمة الإسلام، تحت أي ظرف طارئ:

## القعقاع بن عمرو في فتح مصر
إبتداء الإتصال بين المسلمين ومصر بالكتاب الذي أرسله الرسول ﷺ إلى المقوقس ملك مصر، مع الصحابي حاطب بن أبي بلتعة، ثم توجه جيش من المسلمين إلى مصر عام 18 هـ بقيادة عمرو بن العاص، ووصلوا العريش، وفتحوها بسهولة لخلو الروم منها.
ومن العريش توجه المسلمون إلى داخل البلاد، وكانت أول مقاومة للمسلمين في الفرما، حيث التقوا مع الروم في معركة شديدة، استمر القتال فيها لمدة شهر، ثم استطاع المسلمون الانتصار وفتحها، ومنها توجه المسلمون إلى بلبيس، فلما وصلوها قابلتهم أرمانوسة بنت المقوقس في جند كثير، لتزف إلى قسطنطين بن هرقل في قيسارية، فقاتلهم المسلمون وقتلوا منهم ألفاً، وأسروا أعدادا كبيرة ومنهم أرمانوسة، واستشار حينها عمرو بن العاص عددا من أصحابه منهم يزيد بن أبي سفيان، والقعقاع بن عمرو التميمي وغيرهم، في إطلاق سراحها، فوافقوه على رأيه، فبعث بها عمرو مع جميع ما معها إلى أبيها المقوقس مع أحد أصحابه.
ومن بلبيس توجه المسلمون إلى أم دنين، فقاتلهم الروم قتالاً شديداً، فطلب عمرو المدد من عمر بن الخطاب فأمده بأربعة ألاف مقاتل، فقاتلهم المسلمون وانتصروا عليهم، ثم تقدم المسلمون إلى حصن بابليون، وكان الروم قد خندقوا عليهم خندقاً، وجعلوا له أبواباً، ما أبطأ الفتح على المسلمين، فحاصرهم المسلمون حصاراً شديداً، فكتب عمرو إلى عمر يستمده، فأمده بعدد كبير، منهم الزبير بن العوام، والمقداد بن عمرو، وعبادة بن الصامت، ومسلمة بن مخلد الأنصاري، وخارجة بن حذافة، واستطاع الزبير بن العوام تسلق سور الحصن، وفتح الباب للمسلمين، فدخل المسلمون الحصن، بعد حصار استمر لسبعة أشهر.

## قيل عنه
- قال أبو بكر الصديق:«لصوت القعقاع في الجيش خيرٌ من ألف رجل».
- كتب عمر بن الخطاب إلى سعد:«أي فارس أيام القادسية كان أفرس؟ وأي رجل كان أرجل؟ وأي راكب كان أثبت؟» فكتب إليه سعد بن أبي وقاص:«لم أر فارساً مثل القعقاع بن عمرو! حمل في يوم ثلاثين حملة، ويقتل في كل حملة كمِيّاً..».

## بعض كلماته وشعره
بالإضافة لكونه فارساً وقائداً لا يشق له، كانَ شاعراً وله ديوانٌ شعري، شهد القعقاع معركة اليرموك، فقد كان على كُرْدوسٍ من كراديس أهل العراق يوم اليرموك، وكان للقعقاع في كل موقعة شعر فقد قال يوم اليرموك:

## شخصيته في السينما والتلفزيون
- 1981: فيلم القادسية، إنتاج عراقي مصري، إخراج صلاح أبو سيف، قام بدور القعقاع الممثل التونسي عمر خلفة[137]
- 1981: مسلسل الفتوحات الإسلامية وقام بدور القعقاع بن عمرو التميمي الممثل محي الدين عبد المحسن.
- 2007: مسلسل خالد بن الوليد عن قصة حياة خالد بن الوليد بطولة سامر المصري. وقام بدور القعقاع بن عمرو التميمي الممثل محمد مفتاح[ ؟ ].
- 2010: مسلسل القعقاع بن عمرو التميمي عن قصة حياة القعقاع بن عمرو التميمي بطولة سلوم حداد.
- 2010: مسلسل رايات الحق عن فترة حكم أبي بكر الصديق وعمر بن الخطاب. وقام بدور القعقاع بن عمرو التميمي الممثل باسم ياخور.
- 2012: مسلسل عمر عن قصة حياة عمر بن الخطاب بطولة سامر إسماعيل. وقام بدور القعقاع بن عمرو التميمي الممثل يزن السيد.